# Acrocercops gemmans
Acrocercops gemmans är en fjärilsart som beskrevs av Walsingham 1914. Acrocercops gemmans ingår i släktet Acrocercops och familjen styltmalar. Inga underarter finns listade i Catalogue of Life.